# کودکی

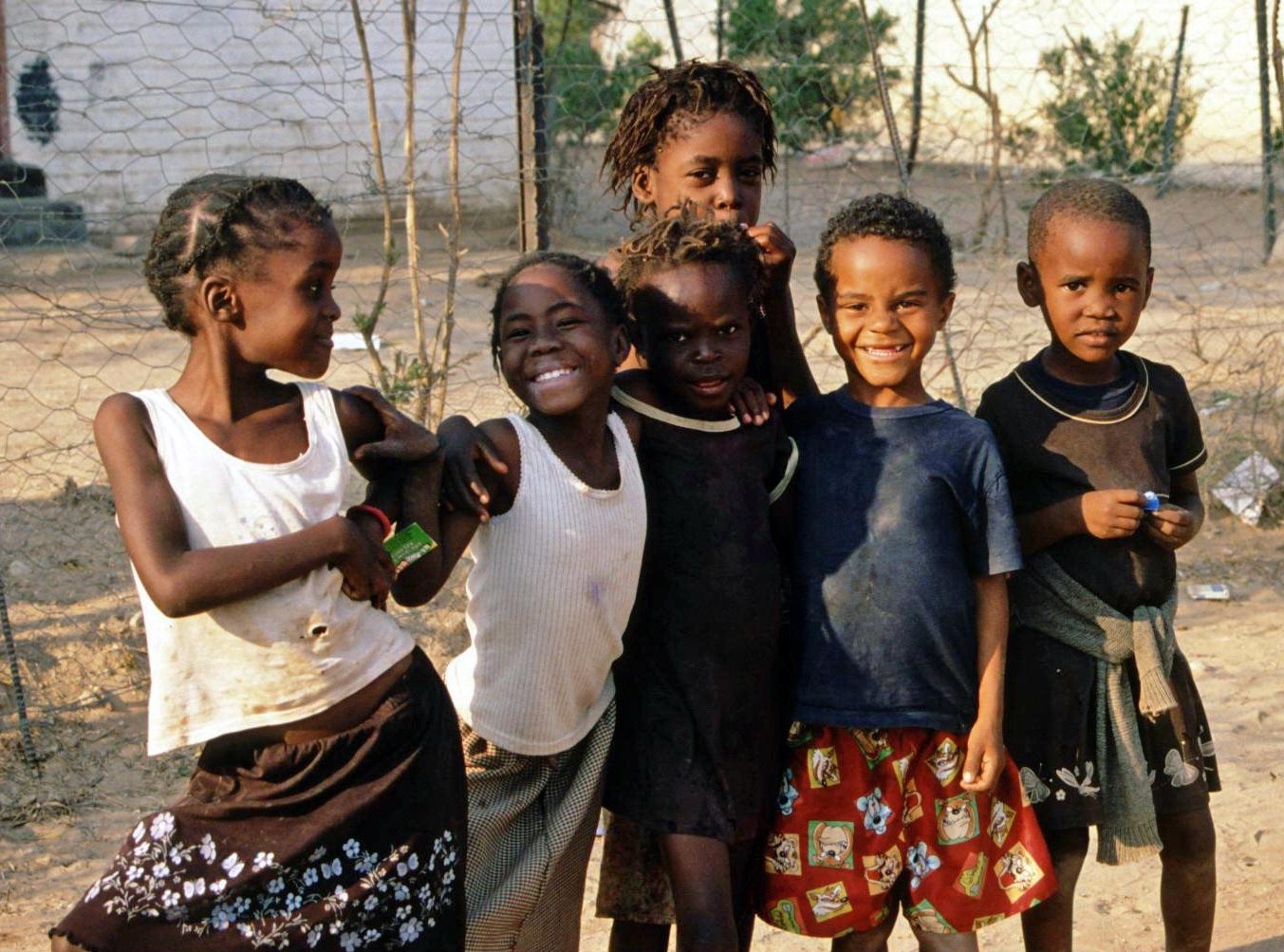
چند کودک در نامیبیا

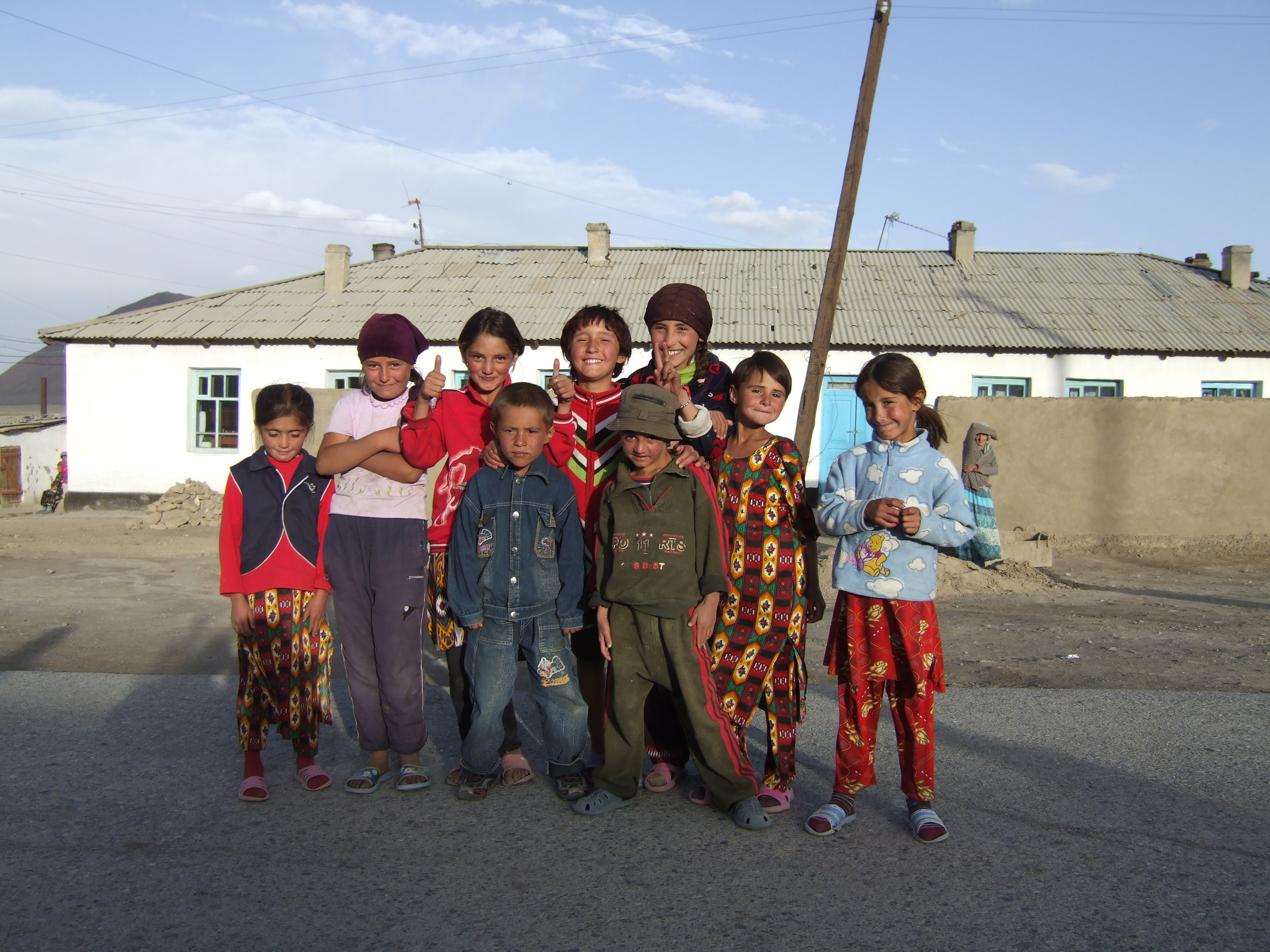
گروهی از کودکان قرقیز تاجیکستانی در شهر مرغاب

کودکی به محدودهٔ سنی‌ای گفته می‌شود که از تولّد تا دوران بلوغ را دربرمی‌گیرد. در روانشناسی رشد کودکی را از منظر سیر رشدیافتگی به چهار مرحله تقسیم می‌کنند: نوپایی (یادگیری راه رفتن)، دوران کودکی آغازین (سن بازی)، دوران کودکی میانه (سن مدرسه) و نوجوانی (گذار از سن بلوغ و بالغ شدن).